# Karel Stretti
Karel Stretti (29. června 1943 Praha – 24. března 2018) byl přední český restaurátor zejména malířských děl, následovník Bohuslava Slánského a zakladatel Asociace restaurátorů.

## Život
Byl synem českého malíře, grafika a ilustrátora Maria Strettiho.
Na Akademii výtvarných umění studoval tři roky malbu a grafiku u prof. Vojtěcha Tittelbacha, poté obor restaurování malířských děl v ateliéru zakladatele české restaurátorské školy prof. Bohuslava Slánského, na jehož dílo navázal a stal se i jeho nástupcem ve vedení restaurátorské školy Akademie výtvarných umění. Absolvoval v roce 1971, poté byl krátce v restaurátorském ateliéru Národní galerie v Praze a dále restauroval „na volné noze“ desítky závěsných a deskových obrazů, plastik a nástěnných maleb. Ještě při studiu se účastnil velké mezinárodní záchranné akce pod záštitou UNESCO v ateliérech ve florentské Fortezze da Baso po povodních v roce 1967, které postihly mimo jiné také sbírky v depozitáři galerie Uffizi a klášter San Marco.

### Umělecké příbuzenstvo
Grafici a malíři byli také jeho dědeček Jaromír Stretti-Zamponi, otec Mario Stretti a prastrýc Viktor Stretti, jejich předkové z italského rodu Strettiů přišli do Čech v roce 1789. Akademický malíř je také jeho syn Jakub Stretti, obrazy Strettiů jsou vystavené v Galerii Stretti v Klášteře v Plasích.
Zemřel roku 2018 a byl pohřben na Vinohradském hřbitově.

## Restaurovaná díla (výběr)
- Tintorettovo Klanění pastýřů, obrazárna Pražského hradu
- Brandlův sv. Antonín z kostela sv. Ducha v Hradci Králové
- Brandlův Lota a jeho dcery v Národní galerii
- Reinerovy obrazy
- Willmannovy obrazy
- velké množství maleb 20. století
- přenos nástěnných maleb ze severočeských bouraných kostelů v Kopistech a Židovicích